# Guibermesnil
Guibermesnil est une ancienne commune française située dans le département de la Somme et la région Hauts-de-France. C'est une commune associée de Lafresguimont-Saint-Martin depuis 1972.

## Géographie
Localités environnantes : Laboissière-Saint-Martin au sud-ouest, Bezencourt à l'est, Brocourt au nord-ouest et Tronchoy au sud-est.

## Toponymie
Le toponyme Guibermesnil se compose de l'anthroponyme germanique Guiber(t) et de mesnil, il signifie « domaine rural de Guiber ».

## Histoire
Le 1er juillet 1972, la commune de Guibermesnil est rattachée sous le régime de la fusion-association à celle de Lafresnoye qui devient Lafresguimont-Saint-Martin.

## Politique et administration
| Période                                  | Période | Identité | Étiquette | Qualité |
| ---------------------------------------- | ------- | -------- | --------- | ------- |
|                                          |         |          |           |         |
| Les données manquantes sont à compléter. |         |          |           |         |

## Démographie
| 1793 | 1800 | 1806 | 1821 | 1831 | 1836 | 1841 | 1846 | 1851 |
| ---- | ---- | ---- | ---- | ---- | ---- | ---- | ---- | ---- |
| 235  | 245  | 266  | 265  | 264  | 281  | 264  | 257  | 252  |

| 1856 | 1861 | 1866 | 1872 | 1876 | 1881 | 1886 | 1891 | 1896 |
| ---- | ---- | ---- | ---- | ---- | ---- | ---- | ---- | ---- |
| 246  | 225  | 220  | 175  | 164  | 160  | 153  | 161  | 148  |

| 1901 | 1906 | 1911 | 1921 | 1926 | 1931 | 1936 | 1946 | 1954 |
| ---- | ---- | ---- | ---- | ---- | ---- | ---- | ---- | ---- |
| 140  | 134  | 123  | 154  | 106  | 90   | 101  | 107  | 100  |

| 1962 | 1968 | - | - | - | - | - | - | - |
| ---- | ---- | - | - | - | - | - | - | - |
| 89   | 70   | - | - | - | - | - | - | - |

## Lieux et monuments
- Église Notre-Dame-de-la-Nativité